# Шинель (фільм, 1926)
«Шинель» — радянський художній фільм 1926 року режисерів Григорія Козінцева і Леоніда Трауберга. Ексцентрична трагікомедія, позначена авторами як кіноп'єса в манері Миколи Гоголя.

## Сюжет
В основі сюжету дві повісті Миколи Васильовича Гоголя: «Невський проспект» і «Шинель», об'єднані введенням загального персонажа — Акакія Акакійовича Башмачкіна. Поміщик Птіцин, що приїхав до Петербурга, намагається за допомогою хабара домогтися прихильного рішення своєї тяжби з сусідом. За допомогою шулера і шантажиста Ярижки він знаходить готового взяти гроші чиновника. Обережний Башмачкін, на якого виходить хабарник, не бажає братися за небезпечну справу, хоча й не може встояти під чарами прекрасної незнайомки, яку зустрів на Невському проспекті. Пізніше Акакій Акакійович здогадався, що жінка його мрії всього лише спільниця шахраїв. Побоюючись покарання, наляканий чиновник стає ще більш відлюдним, дедалі старанніше відгороджуючись від людей. Через роки, вже постарілий і одряхлілий титулярний радник Башмачкін, який був змушений ціною неймовірних зусиль, заощаджуючи останні копійки, зшити на замовлення у кравця Петровича нову шинель. Вона уособлювала для нього так багато, що не можна було не закохатися у цей твір кравецького мистецтва. Старий служака буквально помолодшав, коли приміряв обновку з теплим хутряним коміром. Друзі-чиновники влаштували невелику вечірку на честь колеги, але тієї ж ночі бідний Башмачкін був пограбований по дорозі з гулянки додому. Він намагався скаржитися і ходив зі своєю бідою до начальства. Його гнали і не бажали слухати, а через якийсь час убитий горем Акакій Акакійович тихо помер, закінчивши безглуздою смертю безглузде життя.

## У ролях
| Актор              | Роль                                                 |
| ------------------ | ---------------------------------------------------- |
| Андрій Костричкін  | Акакій Акакійович Башмачкін                          |
| Антоніна Єремєєва  | дівчина-«небесне створіння»                          |
| Олексій Каплер     | «незначна особа», яка пізніше стала «значною особою» |
| Еміль Галь         | кравець                                              |
| Сергій Герасимов   | шулер-шантажист Ярижка                               |
| Олег Жаков         | товариш по службі Башмачкіна                         |
| Яніна Жеймо        | підручна кравця                                      |
| Володимир Лепко    | кравець Петрович                                     |
| Павло Березін      | чиновник                                             |
| Тетяна Вентцель    | цирульник                                            |
| Петро Соболевський | чиновник                                             |
| Ксенія Денисова    | Аграфена                                             |
| Микола Городнічев  | поміщик (немає в титрах) Петро Петрович Птіцин       |
| Олександра Тришко  | дама з собачкою (немає в титрах)                     |

## Знімальна група
- Сценарист: Юрій Тинянов
- Режисери: Григорій Козінцев, Леонід Трауберг
- Оператор: Андрій Москвін, Євген Михайлов
- Художник: Євген Єней
- Асистент: Борис Шпис
- Помічники режисера: Сергій Шкляревський, Володимир Петров, Дмитро Фішов